# تان زونغيي
تان زونغيي هي لاعبة شطرنج صينية حاصلة على لقب أستاذ كبير، ولدت في 29 مايو 1991.

## روابط خارجية
- تان زونغيي على موقع الاتحاد الدولي للشطرنج (الإنجليزية)
- تان زونغيي على موقع مباريات الشطرنج (الإنجليزية)
- تان زونغيي على موقع 365Chess.com (الإنجليزية)
- تان زونغيي على موقع Chesstempo.com (الإنجليزية)
- تان زونغيي سجل أولمبياد الشطرنج للسيدات على موقع OlimpBase.org (الإنجليزية)
- تان زونغيي على موقع اللجنة الأولمبية الصينية (الإنجليزية)